# سوله‌داد میراندا
سوله‌داد میراندا (اسپانیایی: Soledad Miranda‎؛ ۹ ژوئیهٔ ۱۹۴۳ – ۱۸ اوت ۱۹۷۰) بازیگر و خواننده اهل اسپانیا بود. وی بین سال‌های ۱۹۶۰ تا ۱۹۷۰ میلادی فعالیت می‌کرد و در سن ۲۷ سالگی در سانحهٔ رانندگی در یکی از بزرگراه‌های شهرِ لیسبونِ پرتغال درگذشت.
وی خواهرزادهٔ هنرپیشه و خوانندهٔ مشهور اسپانیا پاکیتا ریکو است و در فیلم‌های متعددی از خسوس فرانکو هنرنمایی کرده است.
از فیلم‌هایی که وی در آن نقش داشته است، می‌توان به کابوس‌ها شب‌هنگام زاده می‌شوند، شیطان از آکاساوا آمد، اوژنی دو ساد، کنت دراکولا، او با شور و هیجان کشت و میگل د سروانتس اشاره کرد.